# (7924) Simbirsk
(7924) Simbirsk (1986 PW4) – planetoida z pasa głównego asteroid okrążająca Słońce w ciągu 5,45 lat w średniej odległości 3,1 j.a. Odkryta 6 sierpnia 1986 roku.